# Lambert Piedboeuf

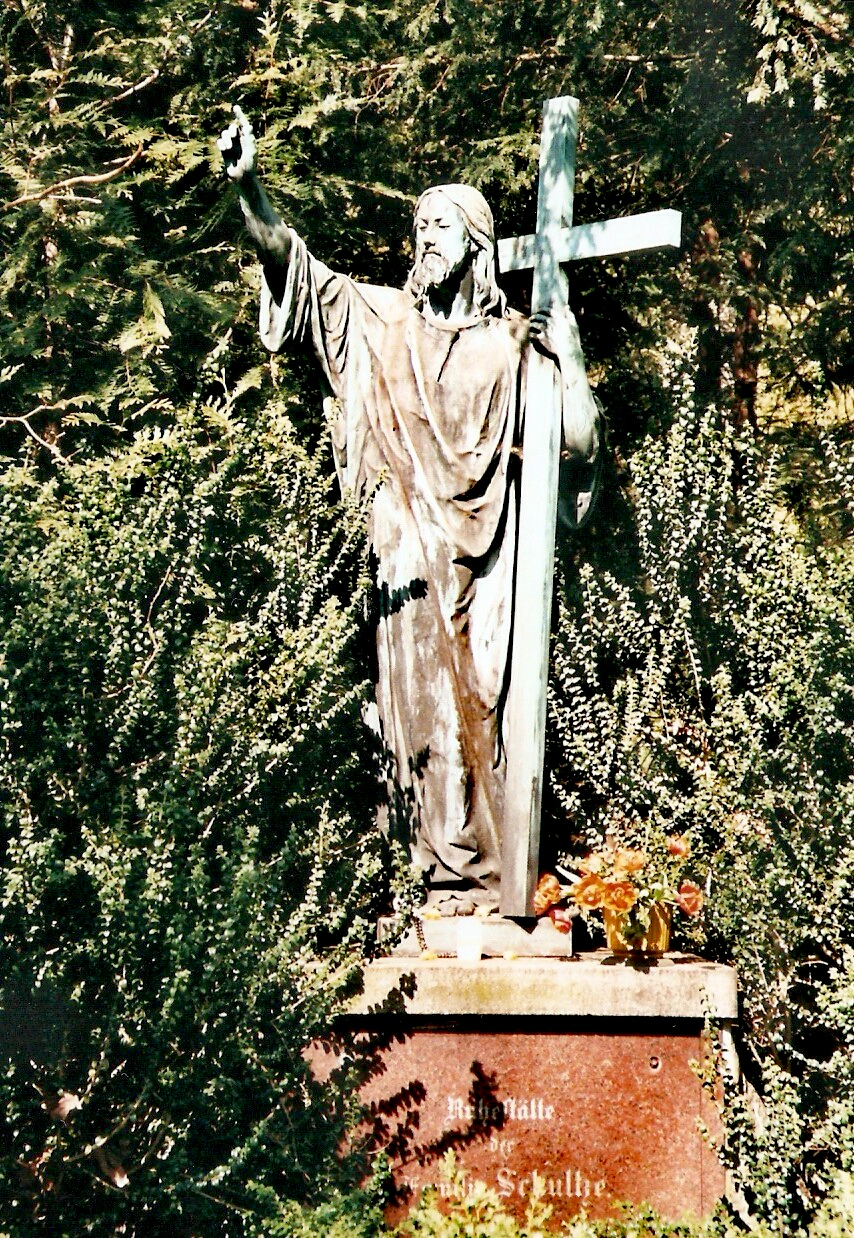
Christus-Standbild auf dem Burgtorfriedhof in Lübeck

Lambert Joseph Piedboeuf (* 3. Februar 1863 in Aachen; † 29. November 1950 in Bad Reichenhall) war ein deutscher Bildhauer, der sich fast ausschließlich mit religiösen Themen befasste. Er gilt als „der profilierteste Aachener Bildhauer der Jahrhundertwende“ und wirkte auch im nahen Ausland.

## Leben
Lambert Piedboeuf, Sohn des Polsterers Hippolyt Piedboeuf und der Carolina Elisabeth Linden, war Schüler des Aachener Bildhauers Gottfried Götting (1830–1879) und nach einem Jahr Mitarbeit an der Kölner Dombauhütte Volontär bei dem Aachener Bildhauer Johann Lorenz Opree (1846–1900). Um 1887 machte er sich selbständig. Darüber hinaus war er als Professor an der Kunstgewerbeschule Aachen tätig.
Lambert Piedbeoufs Grabfiguren und Reliefs gehören 1919 zu dem Grabschmuck-Katalog der Württembergischen Metallwarenfabrik. Diese Werke wurden als Galvanoplastiken ausgeführt.
In seiner Freizeit widmete er sich der Aachener Mundart und gehörte auch dem Vorstand des Vereins Öcher Platt e. V. an.

## Werke

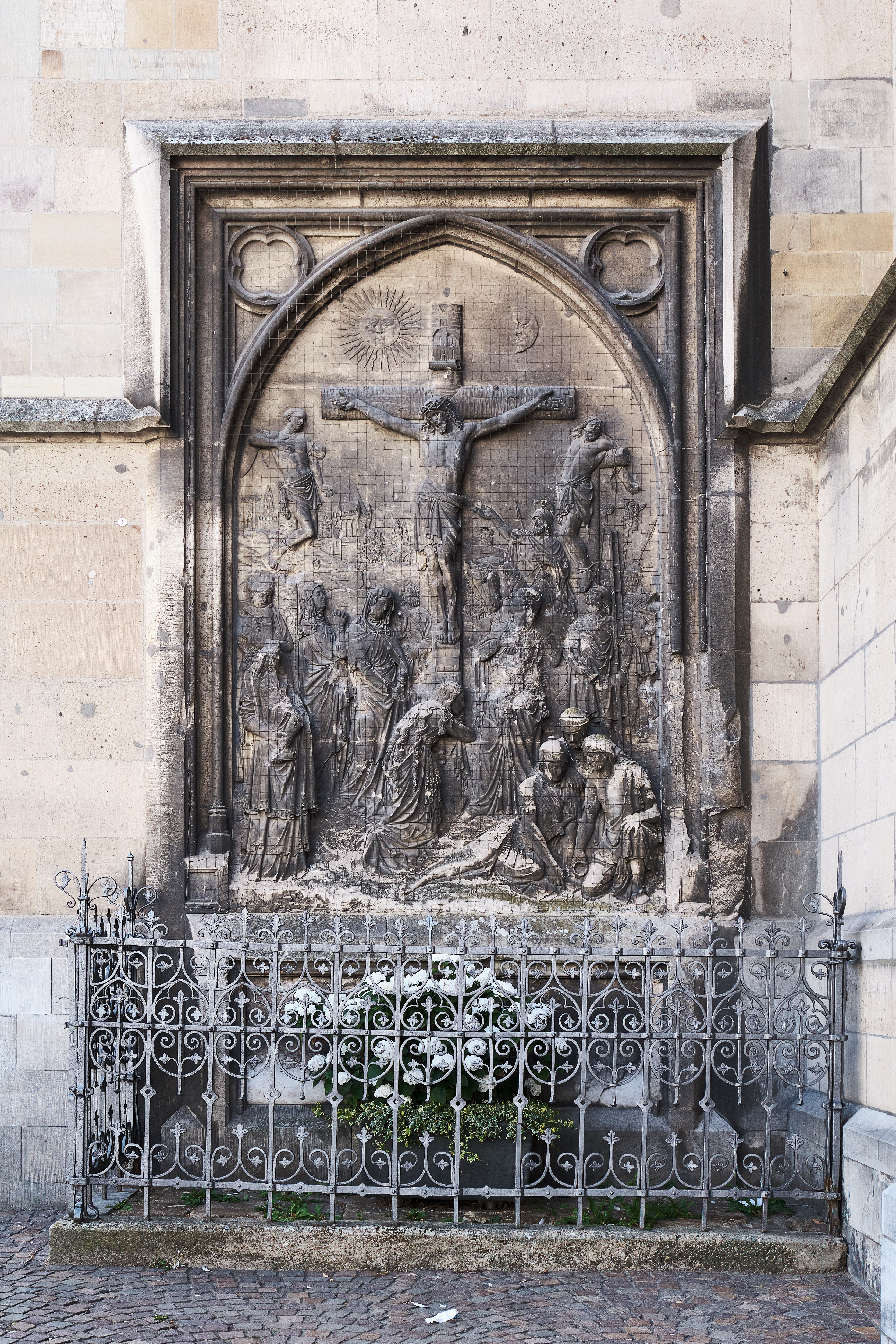
Kalvarienberg (1895) an St. Nikolaus Aachen

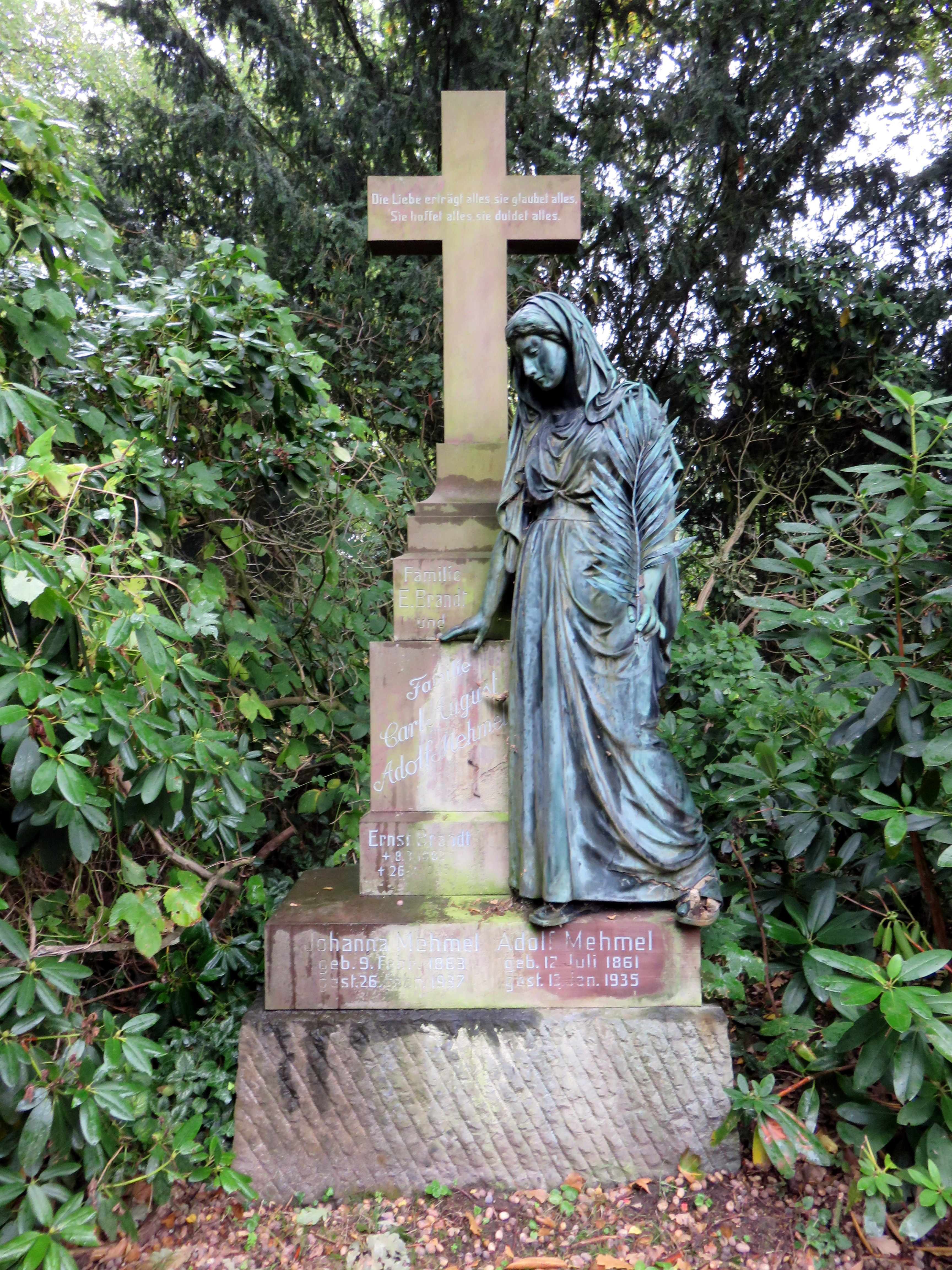
Grab Mehmel Brandt, Hamburg-Ohlsdorf

- Aachen: Gestaltung des Kalvarienbergs an St. Nikolaus, eine Kreuzigungsgruppe, eine Pietà in St. Elisabeth, eine thronende Madonna mit Kind und eine Christusfigur in der Herz-Jesu-Kirche, Grabdenkmäler für die Pfarrer von St. Paul und der Familie Heinen im Aachener Campo Santo auf dem Westfriedhof II in Aachen sowie Skulpturen in Heilig Kreuz und acht Statuen an der Rathausfassade:

1900 Friedrich I. n.d.Entwurf v. Christian Mohr a.d.J. 1887
1900 Friedrich II. dslb.
1900 Wenzel dslb.
1900 Ferdinand I. n.d.Entwurf v.Mohr 1886
1900 Rudolf II. n. d. Entwurf Mohr 1887
1900 Ferdinand II. n. d. Entwurf Mohr 1886
1900 Leopold I. n. d. Entwurf Mohr 1887
1900 Joseph II. dslb.
- Alsdorf: Mariensäule 1905
- Clerf: Altäre, Pietà, Kreuzigungsstationen und Kanzel für die Pfarrkirche St. Cosmas und Damian (1910 bis 1912)
- Echternach: Statuen am ehemaligen Gerichtshaus Denzelt, 1896[3]
- Wallfahrtsstätte Moresnet-Chapelle: Drei Figuren für die Kreuzigungsszene auf dem Kalvarienberg
- Simpelveld, Statue des Hl. Alfons von Ligouri am Generalmutterhaus der Schwestern vom armen Kinde Jesus
- St. Wendel, Hochaltar in der Wendalinusbasilika, 1896
- Würselen, Pietá für St. Sebastian, 1927[4]
- Euchen (Ortsteil von Würselen), Herzjesufigur für St. Willibrord, 1916
- Euchen (Ortsteil von Würselen), Der gute Hirte Relief für die Priestergräber von St. Willibrord
- Euchen (Ortsteil von Würselen), Reliefs für den alten Altar von St. Willibrord

Weitere Werke finden sich in Mönchengladbach (Kriegerdenkmal 1870/71), Kempen und Viersen, aber auch in San Antonio, Texas (1930). Seine ansprechenden Grabskulpturen haben sich deutschlandweit verbreitet, z. B. auf dem Hamburger Friedhof Ohlsdorf.